# Тагиев, Ибрагим Таги оглы
Тагиев Ибрагим Таги оглы (1894, с. Оксюзлю, Казахский уезд, Елизаветпольская губерния, Российская империя — 13 октября 1937, Баку, Азербайджанская ССР, СССР) — партийный и государственный деятель Азербайджанской ССР. 

## Биография
Сын крестьянина-бедняка, самоучка. В феврале 1917 года вступил в организацию «Гуммет», откуда в апреле 1919 года перешел в РКП(б), а в 1920 году, после объединения коммунистических организаций Азербайджана — в Азербайджанскую Коммунистическую партию (большевиков). Как один из руководителей крестьянского движения в Казахском уезде, был арестован властями Азербайджанской Демократической Республики. После удачного побега, жил в Грузии и вел там агитационную работу среди азербайджанцев г. Тифлис и Борчалинского уезда, занимался доставкой и распространением революционной литературы в близлежащих регионах Азербайджана.
Вернулся в Азербайджан после падения АДР. Занимал ответственные партийные и государственные посты: председателя Таузского уездного исполкома, секретаря Нухинского уездного комитета АКП(б), секретаря Закавказского ЦИК, заведующего отделом по работе в деревне Закавказского Крайкома ВКП(б), секретаря Нахичеванского обкома АКП(б), секретаря Гянджинского окружкома АКП(б), заместителя заведующего орготделом ЗКК ВКП(б), секретаря Кировабадского горкома АКП(б) и заместителя председателя Бакинского Совета. Избирался членом АзЦИК, ЗакЦИК, ЗКК ВКП(б) и ЦК АКП(б). За успехи в работе в 1936 году был награжден орденом Трудового Красного Знамени.
В 1930 году входил в состав Центральной оперативной группы, занимавшейся насильственной коллективизацией крестьян Азербайджана, возглавлявшейся председателем ГПУ Азербайджана М. Д. Багировым и состоявшей из сотрудников АзГПУ, высших партийных и комсомольских активистов. В 1937 году входил в состав редакционной комиссии по принятию окончательного текста Конституции АзССР.
Будучи заместителем председателя Баксовета, 21 июня 1937 года был арестован как участник с 1935 года антисоветской националистической, диверсионно-террористической повстанческой организации в Азербайджане (Р.Ахундов, Г.Везиров и др.), руководивший вредительством в промышленности и сельском хозяйстве и созданием повстанческих отрядов. В связи с арестом был исключен из партии, где был восстановлен посмертно 7 августа 1956 года решением бюро ЦК КП Азербайджана.
Как номенклатурный работник, был включен в т. н. «Сталинский расстрельный список» от 3 октября 1937 года по 1-й категории (расстрел), подписанный И.Сталиным, В.Молотовым и Л.Кагановичем. Это предопределило смертный приговор, вынесенный ему выездной сессией Военной Коллегии Верховного Суда СССР в Баку 12 октября 1937 года по статьям 64, 69, 70, 73 УК АзССР. Тот же орган реабилитировал его 3 апреля 1956 за отсутствием состава преступления.
В связи с арестом мужа, была репрессирована и его жена Тагиева Наталья Ивановна, работавшая вторым секретарем Октябрьского РК АКП(б).